# The Pyramids

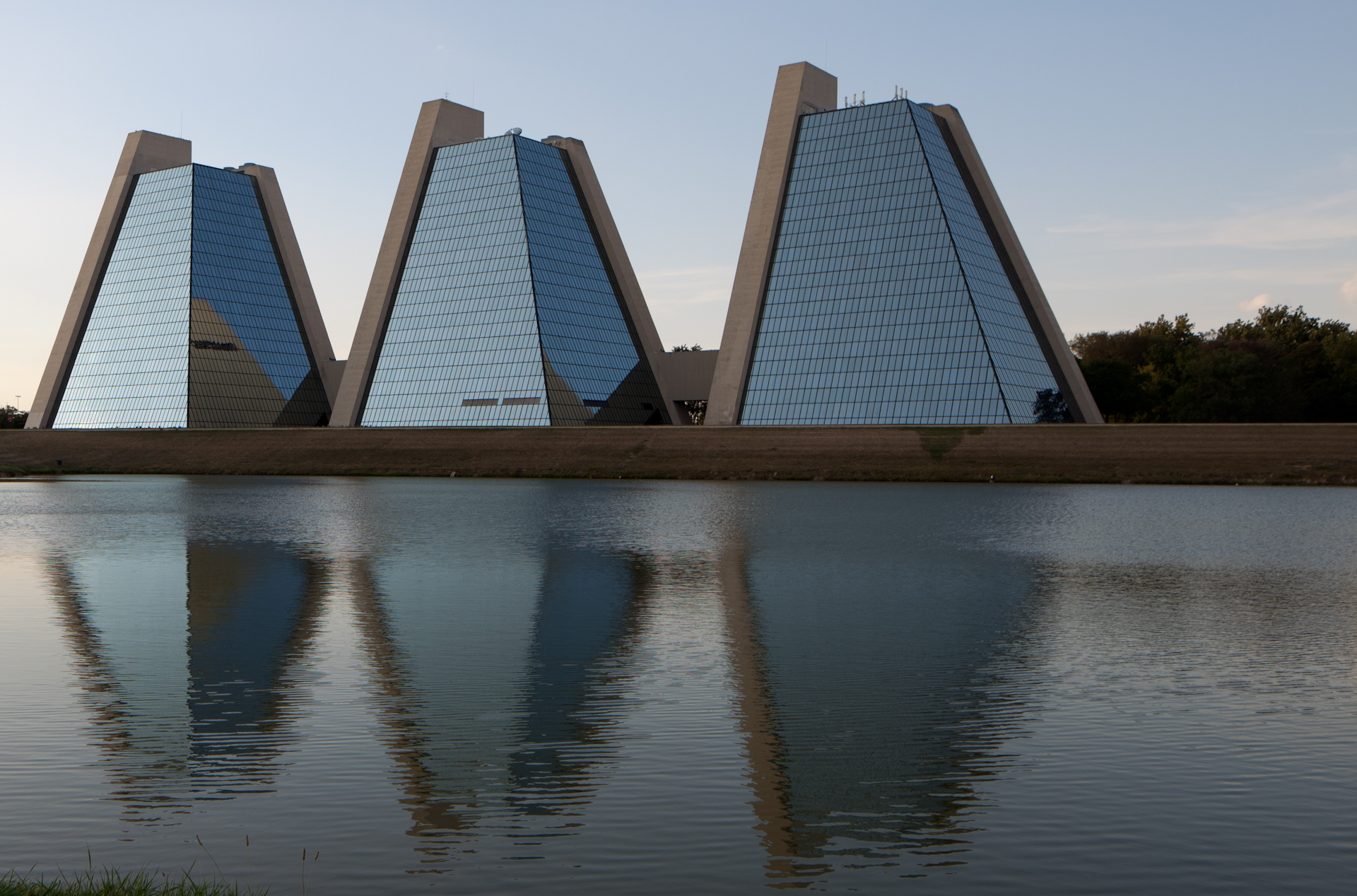
The Pyramids

The Pyramids est un ensemble de trois immeubles de forme pyramidale achevé en 1972 et situé dans la ville d'Indianapolis, dans l'Indiana, aux États-Unis. Ils ont été dessinés par l'architecte irlandais et lauréat du prix Pritzker Kevin Roche.